# Serra de Canals
La Serra de Canals és una serra situada al municipi de Lladorre a la comarca del Pallars Sobirà, amb una elevació màxima de 2.655 metres.